# Vitstrupig uppnäbb
Vitstrupig uppnäbb (Xenops minutus) är en fågel i familjen ugnfåglar inom ordningen tättingar.

## Utseende och läte
Uppnäbbar är små tättingar med drag av både mes och nötväckor. Karakteristiskt är den korta, kilformade och uppåtböjda näbben. Denna art är mestadels brun, olikt andra uppnäbbar utan streckning på huvud, rygg och ovansida. Unikt är ett vitt mustaschstreck som vrider sig runt örontäckarna, ett vitt streck bakom ögat och ordentligt med rostrött i vingar och stjärt. Sången består av en ljus och kort fyllig drill.

## Utbredning och systematik
Vitstrupig uppnäbb förekommer i östra Brasilien (norrut till södra Bahia) till östra Paraguay och nordöstra Argentina. Den behandlas som monotypisk, det vill säga att den inte delas in i några underarter. Tidigare inkluderades amazonuppnäbb (Xenops genibarbis) och nordlig uppnäbb (Xenops mexicanus) i arten, men genibarbis urskiljs sedan 2016 som egen art av Birdlife International, sedan 2023 även av International Ornithological Congress. Nordlig uppnäbb urskildes vidare som egen art av IOC 2024.

## Levnadssätt
Vitstrupig uppnäbb hittas i fuktiga tropiska skogar. Där påträffas den vanligen enstaka, ofta som en del av artblandade kringvandrande flockar. Den ses klättra och kila genom små grenar, kvistar och i klängväxter,  och ofta hängande upp och ner som en mes vanligen inne i skogens övre skikt. Fågeln hackar ur sitt bo ur rutten ved.

## Status och hot
Arten har ett stort utbredningsområde, men tros minska i antal, dock inte tillräckligt kraftigt för att den ska betraktas som hotad. Internationella naturvårdsunionen IUCN listar arten som livskraftig (LC). Notera dock att IUCN inkluderar nordlig uppnäbb i bedömningen.